# Майданська сільська рада (Дубенський район)
Майда́нська сільська́ ра́да — колишній орган місцевого самоврядування в Дубенському районі Рівненської області. Адміністративний центр — село Майдан.

## Загальні відомості
- Майданська сільська рада утворена в 1939 році.
- Територія ради: 51,194 км²
- Населення ради: 454 особи (станом на 2001 рік)

## Населені пункти
Сільській раді підпорядковані населені пункти:
- с. Майдан

## Склад ради
Рада складалася з 16 депутатів та голови.
- Голова ради: Слободенюк Марія Іванівна

### Керівний склад попередніх скликань
| Прізвище, ім'я, по батькові | Основні відомості                                                               | Дата обрання | Дата звільнення |
| --------------------------- | ------------------------------------------------------------------------------- | ------------ | --------------- |
| Пахалюк Галина Григорівна   | Сільський голова, 1956 року народження, позапартійна                            | 26.03.2006   | 31.10.2010      |
| Слободенюк Марія Іванівна   | Сільський голова, 1960 року народження, освіта середня спеціальна, позапартійна | 31.10.2010   |                 |

Примітка: таблиця складена за даними сайту Верховної Ради України

## Населення
Згідно з переписом УРСР 1989 року чисельність наявного населення сільської ради становила 526 осіб, з яких 247 чоловіків та 279 жінок.
За переписом населення України 2001 року в сільській раді мешкало 455 осіб. 100 % населення вказало своєю рідною мовою українську мову.